# Yeşilyurt (Malatya)
Yeşilyurt (türkisch für Grüne Heimat; kurdisch Çirmik) ist eine Stadtgemeinde (Belediye) im gleichnamigen Ilçe (Landkreis) der Provinz Malatya in Ostanatolien und gleichzeitig eine Gemeinde der 2012 geschaffenen Büyüksehir belediyesi Malatya (Großstadtgemeinde/Metropolprovinz). Seit der Gebietsreform 2013 ist die Gemeinde flächen- und einwohnermäßig identisch mit dem Landkreis.
Yeşilyurt grenzt im Westen an die Landkreise Akçadağ und Doğanşehir, im Norden an Yazıhan, im Osten an Battalgazi sowie im Süden extern an die Provinz Adıyaman. Der Süden des Landkreises wird von den Malatya Dağları, den Ausläufern des Taurusgebirges, umschlossen. Die höchste Erhebung ist mit 2.545 m der Beydağı. Die Im Stadtlogo vorhandene Jahreszahl (1909) dürfte auf das Jahr der Ernennung zur Stadtgemeinde (Belediye) hinweisen.

## Wirtschaft
Die Wirtschaft der Region beruht hauptsächlich auf Landwirtschaft, Tierhaltung, Webereien und kleinen Industrieanlagen. Die wichtigsten Produkte sind: Weizen, Gerste, Aprikosen, Kirschen, Tabak und Trauben. In den höher gelegenen Gebieten des Landkreises wird Bienen-, Ziegen- und Schafzucht betrieben. Außerdem sind hier Textilunternehmen ansässig, in denen Fäden, Wolle und Textilartikel hergestellt werden.

## Geschichte
Bis zum Anfang des 20. Jahrhunderts war es ein armenischer Ort. In Yeşilyurt wurden bisher keine archäologischen Grabungen vorgenommen. Deshalb ist über die Geschichte dieser Region nicht viel bekannt. In Kalatepe wurden byzantinische Ruinen aus dem achten und neunten Jahrhundert entdeckt. Diese Bauten wurden zur damaligen Zeit als Wachstation genutzt. Während des Osmanischen Reiches wurde der Ort Çirmikti genannt. Nach Gründung der Republik Türkei wurde er İsmet Paşa genannt und im Jahre 1957 aus politischen Gründen in Yeşilyurt umbenannt. Die im Stadtlogo manifestierte Jahreszahl (1909) dürfte ein Hinweis auf das Jahr der Erhebung zur Stadtgemeinde (Belediye) sein.

## Administration
Als İsmetpaşa bestand Yeşilyurt als einer von acht Bucaks im zentralen Landkreis (Merkez Ilçe) der Provinzhauptstadt Malatya. Durch das Gesetz Nr. 7033 wurde der Bucak 1957 ausgegliedert und als eigener Landkreis autonom.
Ende 2012 bestand der Landkreis neben der Kreisstadt aus den drei Stadtgemeinden (Belediye) Bostanbaşı, Gündüzbey, Yakınca sowie 20 Dörfern (Köy). Durch das Gesetz Nr. 6360 wurde der zentrale Landkreis („Hauptstadtkreis“, Merkez Ilçe) der Provinzhauptstadt Malatya aufgelöst und auf die zwei bestehenden Kreise Yeşilyurt und Battalgazi aufgeteilt. Zu Yeşilyurt kamen hierbei 36 Mahalle, 16 Dörfer und 3 Belediye (Dilek, Şahnahan und Topsöğüt).
Im Zuge der Verwaltungsreform wurden 2013 alle Dörfer in Mahalle (Stadtviertel/Ortsteile) überführt, ebenso wurden die drei Belediye zu jeweils einem Mahalle zusammengefasst, lediglich die vier existierenden Mahalle der Kreisstadt blieben erhalten. Durch Herabstufung dieser Belediye und der Dörfer zu Mahalle stieg deren Zahl auf 83 an. Ihnen steht ein Muhtar als oberster Beamter vor.
Ende 2020 lebten durchschnittlich 3.999 Menschen in jedem dieser 83 Mahalle. Die bevölkerungsreichsten sind: Bostanbaşı (26.472), Tecde (24.212), Zaviye (21.826), Yakınca (21.521), Çilesiz (20.584), Özalper (19.037), Yavuz Selim (14.063) İnönü (11.050) und Karakavak (10.234 Einw.).

## Erholungsgebiete
An den landschaftlich reizvollen Ufern des Flusses Derme Suyu, im Volksmund auch Beyler deresi genannt, befinden sich Parks und Gärten, die von den Einheimischen zum Grillen und Picknicken genutzt werden. Eine der beliebtesten Stellen ist Pınarbaşı, die Quelle des Beyler deresi.

## Persönlichkeiten
- Fahri Işık (* 1944), Klassischer Archäologe